# Rhamdiopsis moreirai
Rhamdiopsis moreirai är en fiskart som beskrevs av Haseman, 1911. Rhamdiopsis moreirai ingår i släktet Rhamdiopsis och familjen Heptapteridae. Inga underarter finns listade i Catalogue of Life.